# Mouvement ex-gay

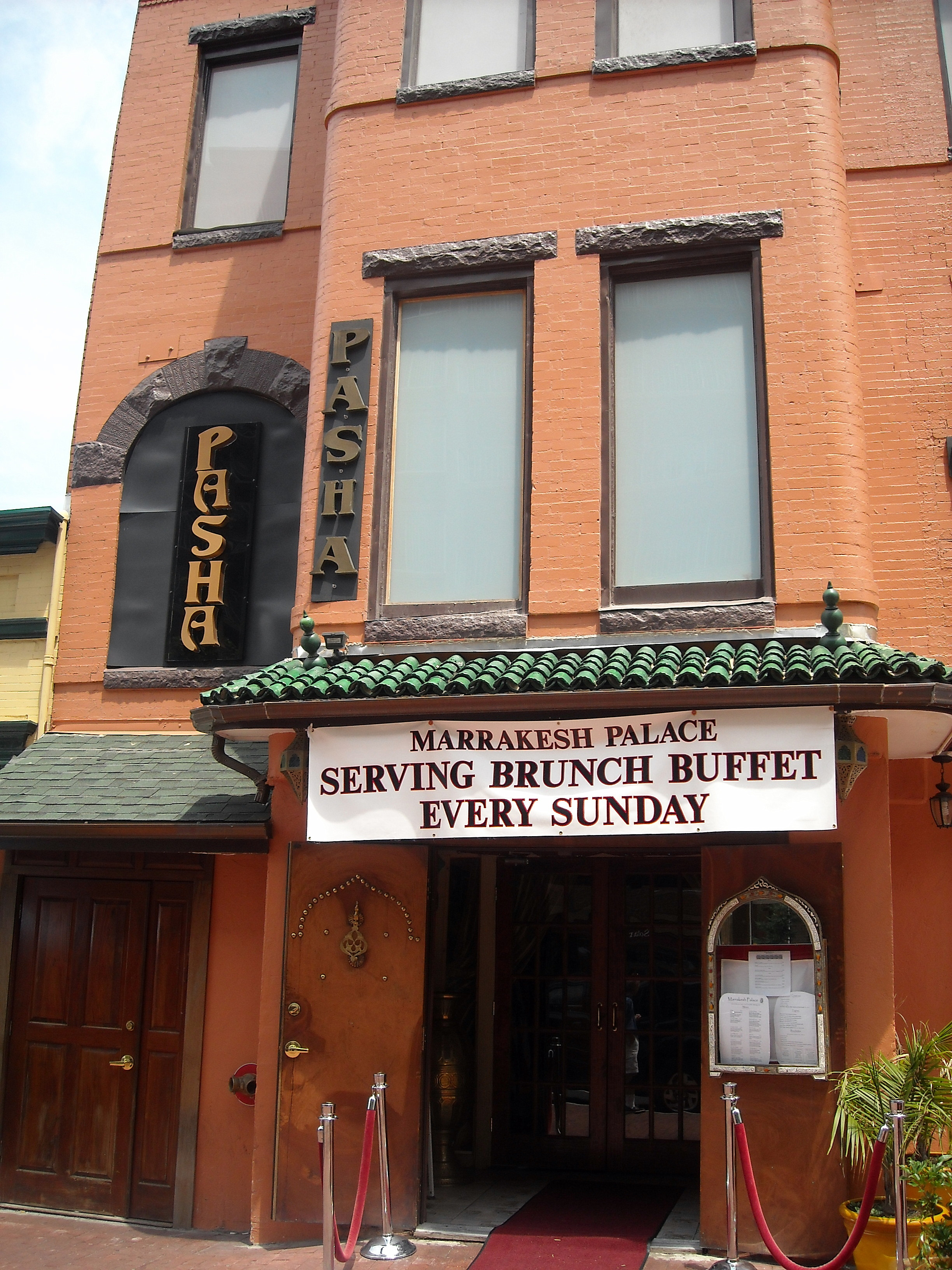
Ancien domicile de Mr. P's, un bar gay historique dans le quartier de Dupont Circle à Washington, D.C. John Paulk, un soi-disant "ex-gay" et figure médiatique, a été photographié en train de quitter le bar une nuit en 2000.

L'expression mouvement ex-gay est utilisée principalement aux États-Unis d'Amérique pour désigner les personnes qui disent s'être identifiées auparavant comme gay ou lesbienne (ou autre que l'orientation hétérosexuelle), mais qui ont depuis choisi de se définir comme hétérosexuelles.

## Caractéristiques
Les tenants de ce mouvement affirment que les homosexuels peuvent changer d'orientation sexuelle, ou respecter l'abstinence sexuelle afin de ne pas céder aux désirs homosexuels. Ils sous-entendent qu'il n'est pas souhaitable d'être homosexuel, en se fondant sur la doctrine conservatrice au sujet de l’homosexualité dans le christianisme. Selon ce mouvement, d'anciens homosexuels pourraient décider de mener une vie hétérosexuelle en épousant une personne du sexe opposé et en ayant des enfants, ou de vivre en célibataires dans l'abstinence. Ils soutiennent également ceux qui veulent devenir hétérosexuels à travers plusieurs organisations.
Les thérapies de conversion pour les personnes souhaitant changer d'orientation sexuelle ont été associées au mouvement.
Certaines personnes affirment ne plus être gays depuis qu’elles sont devenues chrétiennes, sans avoir eu recours à une thérapie de conversion,. Elles insistent sur l’importance de l’amour pour les personnes homosexuelles, mais croient avoir le droit de partager leurs histoires d'ex-gays.
Selon une étude de 2014, des anciens ex-gay ont affirmé être devenus « ex-ex-gay », soit redevenus gay.

## Histoire
Le premier organisme, Love in Action, est fondé en 1973 aux États-Unis. En 1976, ses membres fondent Exodus International, un organisme chrétien (plus particulièrement protestant et évangélique) aux États-Unis et dans divers pays du monde. Toujours en Amérique, d'autres associations indépendantes ont été fondées comme Evergreeen International pour les Mormons, NARTH (National Association for Research & Therapy of Homosexuality), Homosexuals Anonymous, People Can Change. L'organisation catholique Courage international a été fondée en 1980.

## Controverses
Certains scandales impliquant des ex-gays proclamés ont contredit l'affirmation de leurs changements d'orientation sexuelle. En 1986, le fondateur de Homosexuals Anonymous est surpris alors qu'il a un rapport sexuel avec un homme. En 2000, un porte-parole d'Exodus International est vu dans un bar gay où il croyait être entré incognito. Un ex-homosexuel membre de NARTH a été condamné à dix ans de prison pour avoir violé un homme en 2007.
Certains groupes d'ex-gays ou certaines personnalités ex-gay ont été mêlés à des scandales qui mettent en doute la volonté de mineurs à changer d'orientation. Une adolescente américaine de 15 ans a porté plainte contre sa mère qui souhaitait lui faire changer d'orientation sexuelle en 1996. En 2005, un jeune de 16 ans avait aussi été forcé d'intégrer un camp de réorientation de Love In Action.

## Critiques
En 1998, l'American Psychiatric Association a contesté l'efficacité des thérapies de conversion, et a déclaré qu'il n'y a aucune preuve scientifique des changements d'orientation,.
Selon une étude de 2009 de l'Organisation panaméricaine de la santé, les thérapies promues par certaines organisations ex-gay ne sont pas efficaces et peuvent être dangereuses pour la santé.
En 2012, le président d'Exodus International, la plus grande organisation regroupant des ex-gays a déclaré qu'il n'y avait pas de traitement pour l'homosexualité et que la « thérapie » n'offrait que de faux espoirs et pouvait être dommageable. En 2013, l'organisation a été dissoute en affirmant que la thérapie ne pouvait changer l'orientation sexuelle de quelqu'un.